# Lammonsaari (ö i Egentliga Tavastland)
Lammonsaari är en ö i Finland. Den ligger i sjön Nerosjärvi och i kommunerna Padasjoki och Tavastehus i den ekonomiska regionen  Tavastehus ekonomiska region  och landskapet Egentliga Tavastland, i den södra delen av landet, 120 km norr om huvudstaden Helsingfors. Öns area är 3,3 hektar och dess största längd är 470 meter i sydöst-nordvästlig riktning.